# Atarba brunneicornis
Atarba brunneicornis är en tvåvingeart som beskrevs av Alexander 1916. Atarba brunneicornis ingår i släktet Atarba och familjen småharkrankar.
Artens utbredningsområde är Colombia. Inga underarter finns listade i Catalogue of Life.